# بی‌لوله‌پاچگان
بی‌لوله‌پاچگان (نام علمی: Apodida) نام یک راسته از رده خیار دریایی است.

## نگارخانه

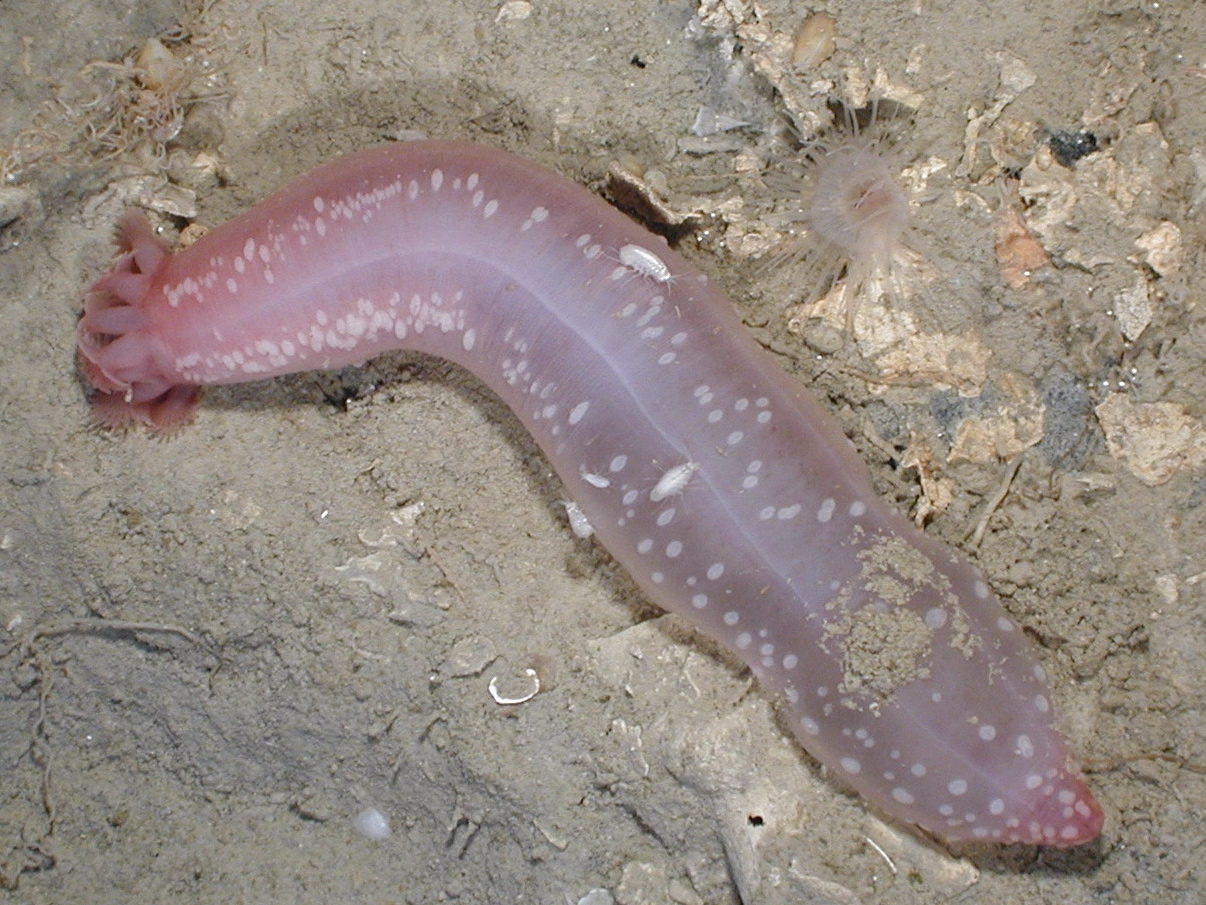
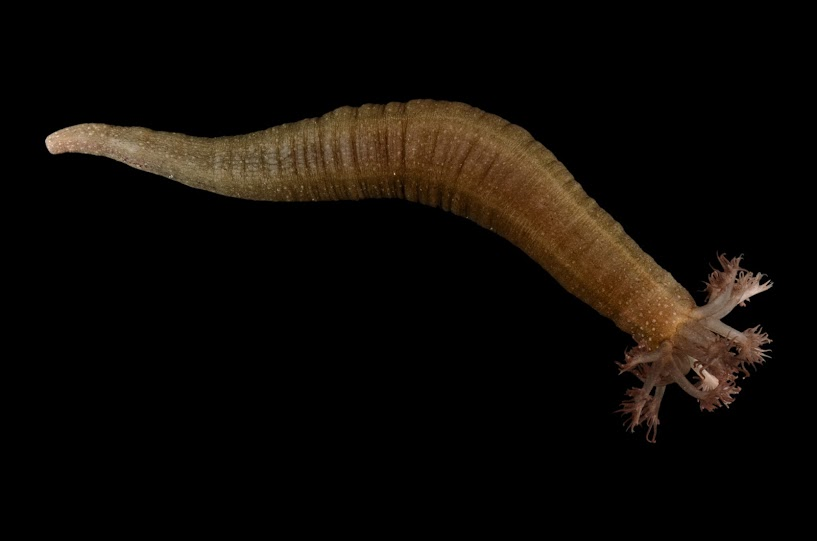
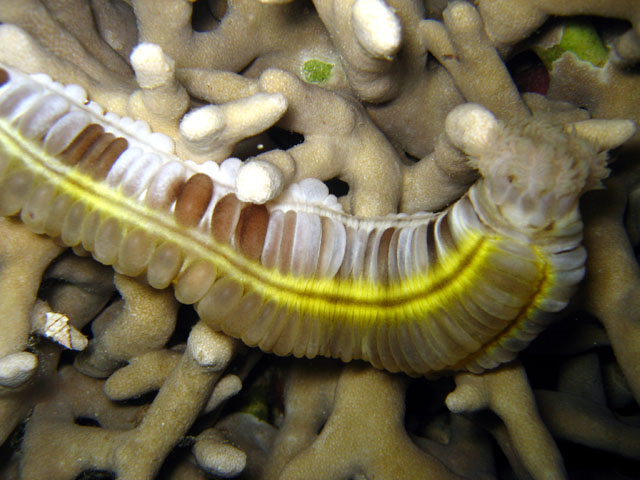
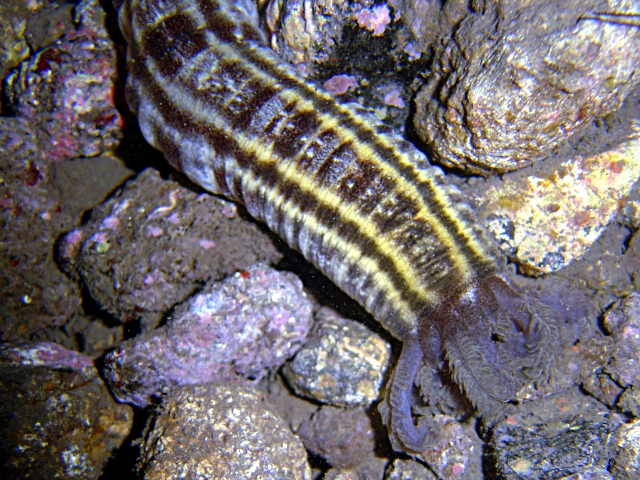
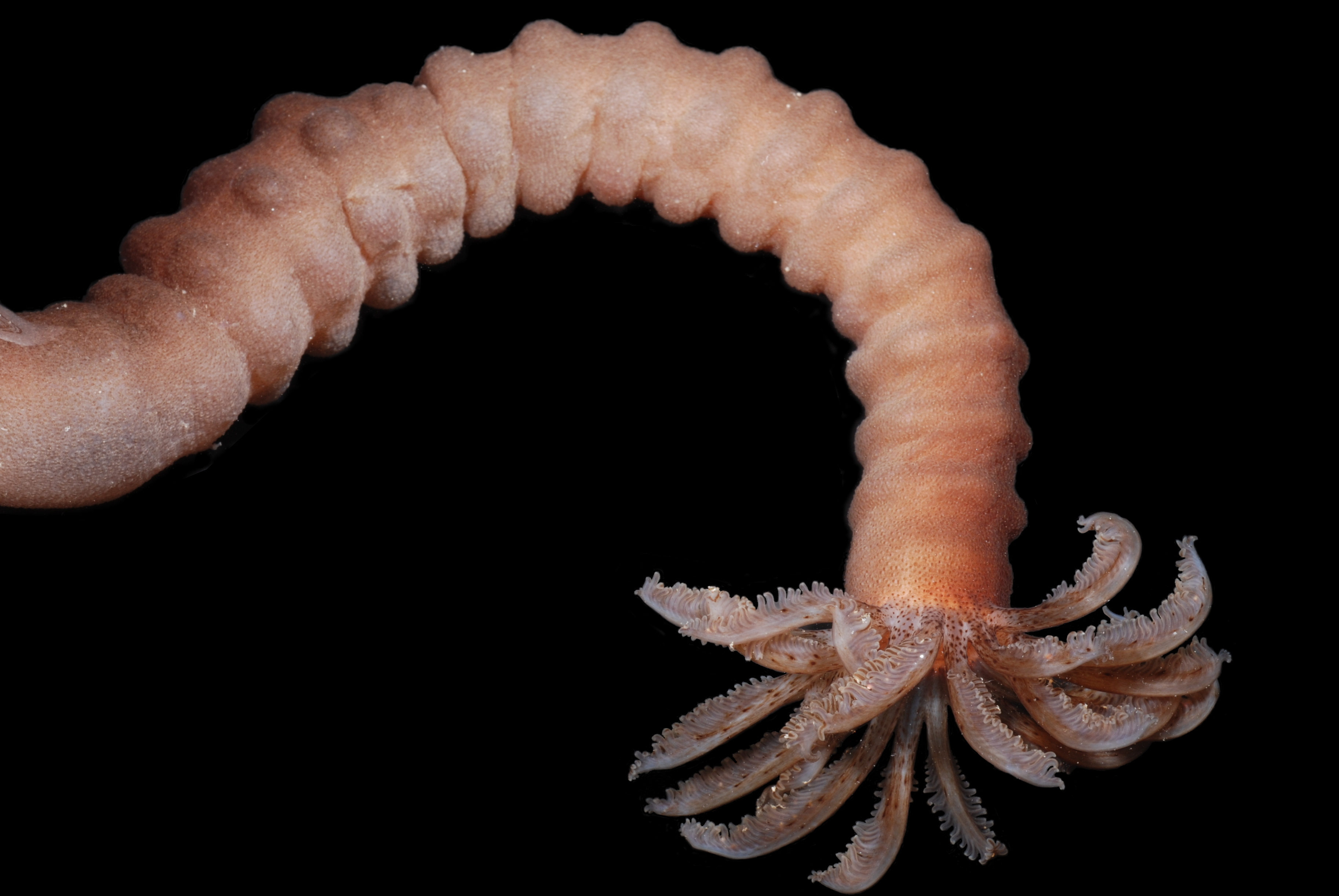
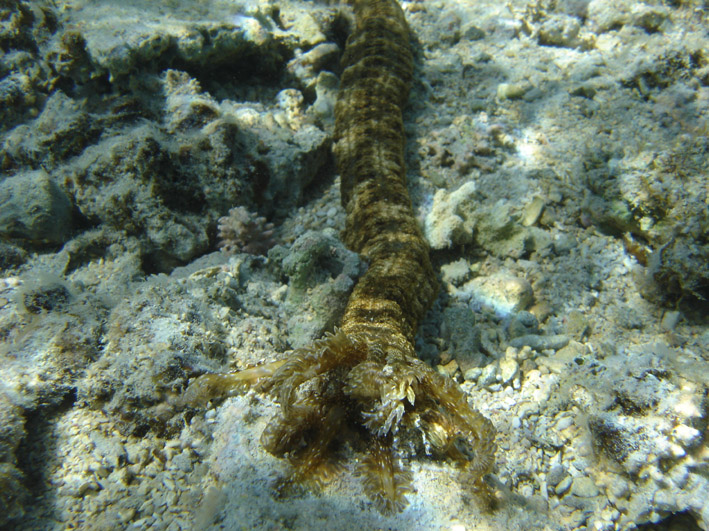
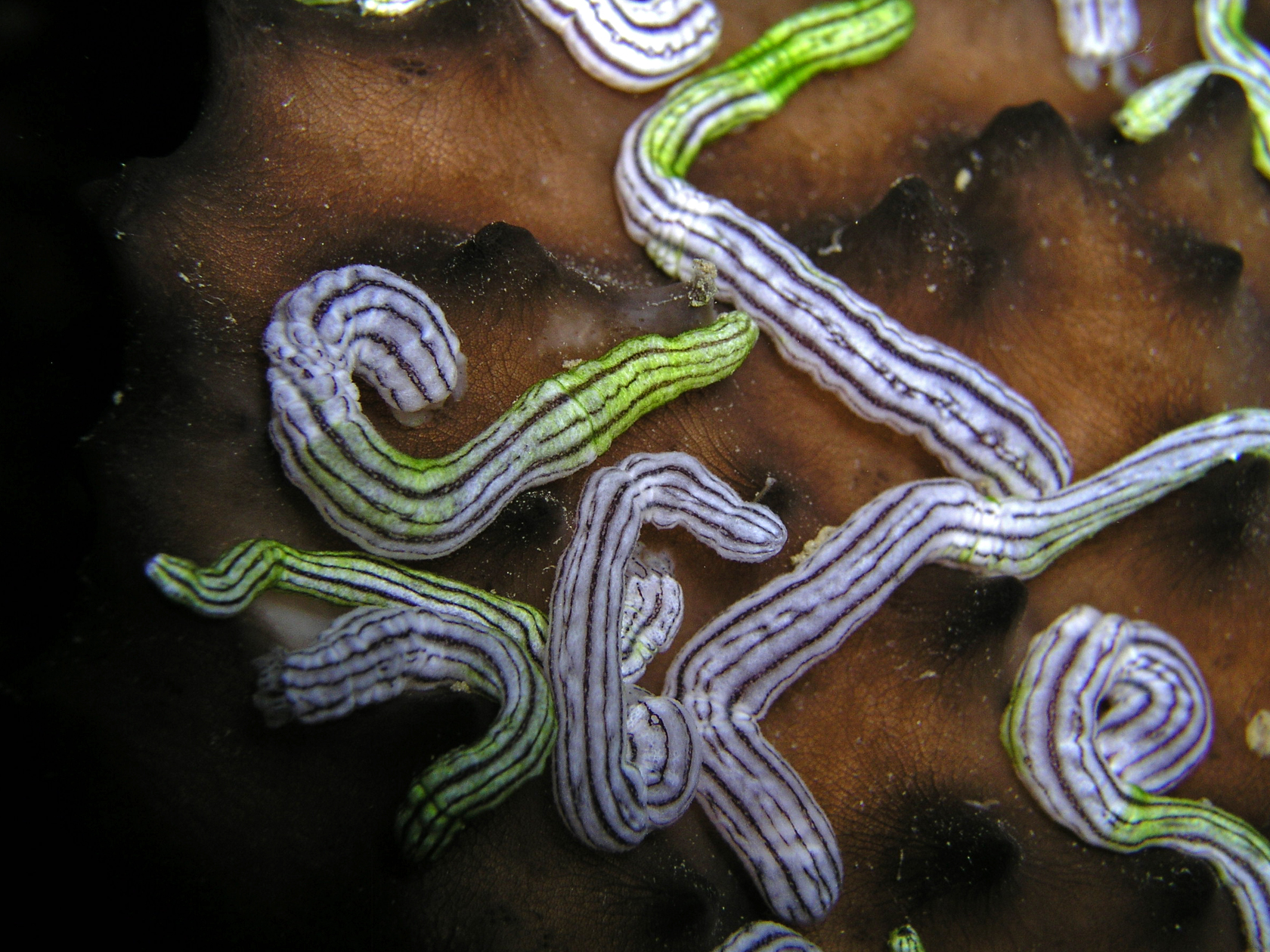